# Monumento de los héroes epónimos
El Monumento de los héroes epónimos (en griego: Βάθρο των Επωνύμων Ηρώων, romanizado: Váthro ton Eponýmon Iróon)  era un monumento de carácter público situado en la parte occidental del Ágora de Atenas , construido en el siglo IV a. C., a raíz de las reformas políticas y sociales del legislador ateniense Clístenes.

## Historia
Cuando Clístenes instauró la democracia en Atenas, en 508/507 a. C., distribuyó a todos los atenienses en diez tribus recién formadas. El sistema tribal fue la base de la nueva democracia ateniense: la ciudadanía dependía de la pertenencia a una tribu, el ejército se organizaba en contingentes tribales, cada ciudadano servía en la boulé como miembro de una tribu y se celebraban fiestas en honor de cada héroe tribal.
Según Aristóteles, fue la Pitia quien designó los diez héroes epónimos de las nuevas tribus atenienses, escogiéndolos de entre un grupo de cien que los atenienses le presentaron.
Pausanias menciona sus nombres.

## Nombres de  los diez héroes
Eran los siguientes:
- Erecteo
- Egeo (padre de Teseo)
- Pandion (normalmente uno de los dos reyes legendarios de Atenas, Pandion I o Pandion II)
- Leos
- Acamante
- Eneo
- Cécrope II
- Hipótoo
- Áyax el Grande
- Antioco (un hijo de Heracles)

Según Pausanias, en los periodos helenístico y romano se añadieron nuevas tribus.

## Descripción

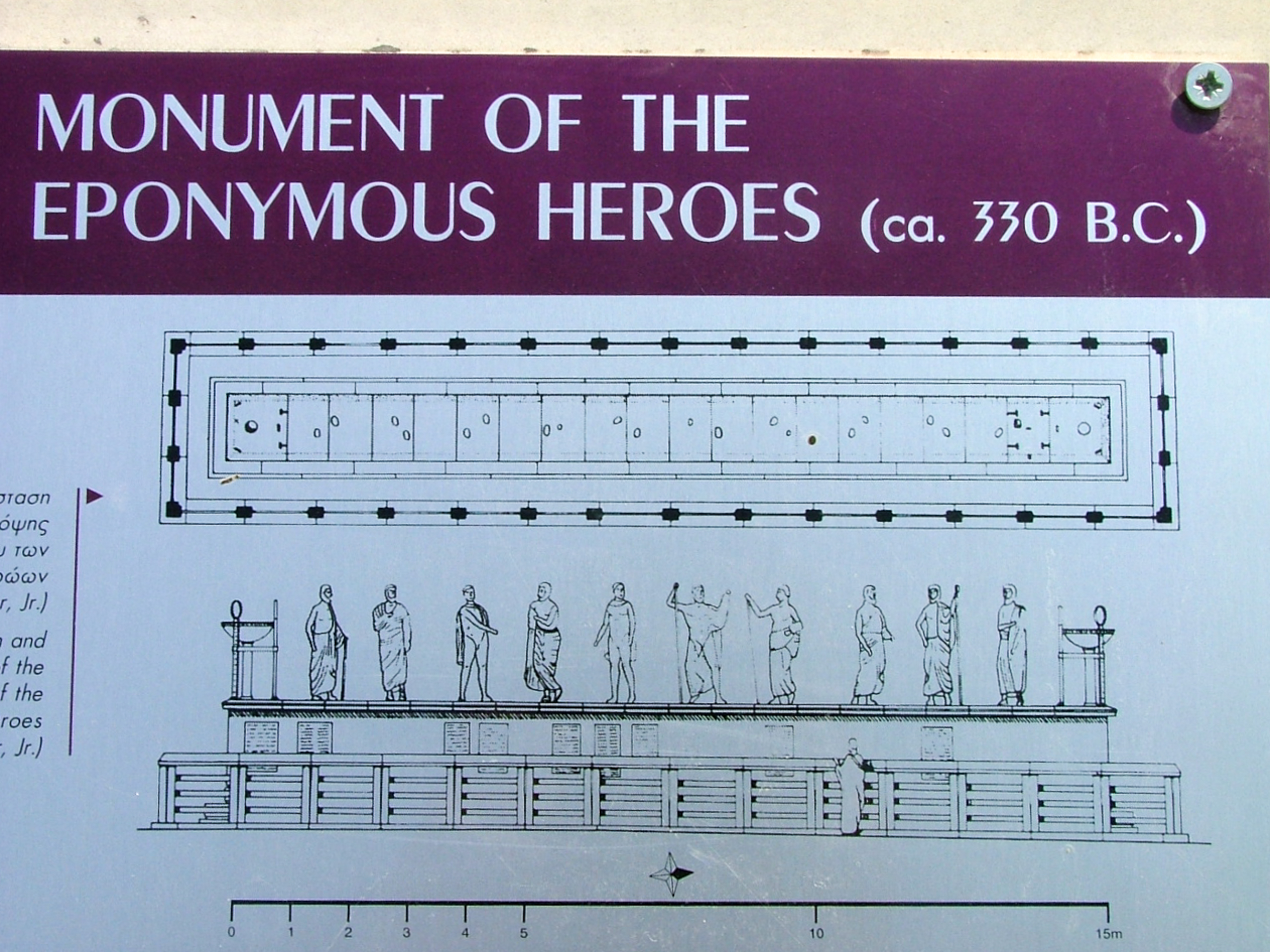
Detalle del plano del Monumento de los Héroes Epónimos y dibujo de la reconstrucción (Ágora de Atenas).

Las referencias más antiguas al Monumento de los héroes epónimos se encuentran en Aristófanes, en el 420 a. C. El monumento actual, que data de circa 330 a. C. Consistía en un largo pedestal coronado por una estatua de bronce de cada triba. El pedestal y la valla que lo rodeaba eran de piedra caliza y mármol. El pedestal medía 16,64 m de largo y 1,87 m de ancho. El pedestal del monumento cumplía también una función práctica, puesto que en él se fijaba información útil para las distintas tribus, por debajo del héroe epónimo correspondiente. Además, se anunciaba información más general. También se colocaban en él otros avisos públicos. En cada extremo del pedestal había un trípode. El edificio da prueba de la importancia de las reformas de Clístenes.
Solo se conservan partes de piedra del umbral y de la valla que rodeaba al edificio, junto con cinco bloques de piedra caliza de la propia base y dos bloques de mármol de la corona.
El edificio cumplía también una función práctica, puesto que en él se fijaba información útil para las distintas tribus, por debajo del héroe epónimo correspondiente. Además, se anunciaba información más general.